# Buševec
Buševec je selo koje administrativno pripada gradu Velika Gorica. Smjestilo se u turopoljskoj ravnici na cesti od Zagreba prema Sisku, oko 25 km južno od Zagreba. Selo ima oko 900 stanovnika. Poštanskog je broja 10417.

## Ime
Ime je najvjerojatnije dobilo po plemićkoj obitelji Buševec (Bussewetz de Bussewetz), koja je do kraja 16. stoljeća živjela u selu. Osim plemićke obitelji Turhan, u Buševcu su na kmetskim selištima živjeli u to doba kmetovi plemićke obitelji Berislavić Malomlački, zagrebačkog Kaptola te kasnije Ambroza Gregorjanca (Medvedgradskog).

## Stanovništvo
| broj stanovnika | 392   | 447   | 481   | 578   | 666   | 695   | 691   | 814   | 909   | 979   | 1019  | 1027  | 1030  | 979   | 906   | 886   | 1018  |
|                 | 1857. | 1869. | 1880. | 1890. | 1900. | 1910. | 1921. | 1931. | 1948. | 1953. | 1961. | 1971. | 1981. | 1991. | 2001. | 2011. | 2021. |

## Povijest
Zbog čestih turskih provala stradavale su mnoge turopoljske obitelji i njihovi posjedi. Kad je 1592. godine Hasan-paša bosanski opustošio Turopolje i odveo u ropstvo oko 35.000 ljudi, iskorijenjene su brojne turopoljske obitelji i nestala čitava sela. Iz Buševca zauvijek nestaju plemićke obitelji Buševec i Turhan. Danas živi obitelj Buševec (u štokavskom narječju Buševac) u Bosni i Hercegovini, u mjestu Buševu kod Kladnja i islamske je vjeroispovijedi.
Od 17. stoljeća zabilježene su u Buševcu nove plemićke obitelji, od kojih većina i danas živi u selu. Nije poznato odakle su i kako stigle u Buševec. Tada je bila sagrađena i drvena kapelica sv. Apostola, koja je vjerojatno bila srušena ili izgorjela i stotinu godina kasnije, 1768. godine, u sadašnjem obliku ponovno podignuta. Početkom 20. stoljeća kapelica je iz nepoznatog razloga posvećena sv. Ivanu Krstitelju.
Zbog čestih požara osnovano je 1900. godine dobrovoljno vatrogasno društvo. Godine 1908. otvorena je petogodišnja pučka škola, 1912. godine seoska knjižnica, 1920. godine "Seljačka sloga" a 1934. godine sportski klub "Seljak" (danas "Polet").

## Buševec danas
Danas Buševec ima oko 1.000 stanovnika. U selu se nalazi dječji vrtić, osnovna škola (četiri razreda), novoizgrađena crkva, društveni dom, vatrogasni dom, sportski dom s igralištima, par poduzeća i trgovine. U selu djeluje niz udruga - Ogranak "Seljačke sloge" s folklornom i dramskom sekcijom, sportski klub "Polet" s nogometnom i šahovskom sekcijom, te PoletINFO, Dobrovoljno vatrogasno društvo Buševec, Lovačka udruga "KUNA", Društvo žena Buševec.

## Spomenici i znamenitosti
- Crkva sv. Ivana Krstitelja
- Tradicijska okućnica

## Šport
- NK Polet Buševec